# Lista de cidades da Suécia

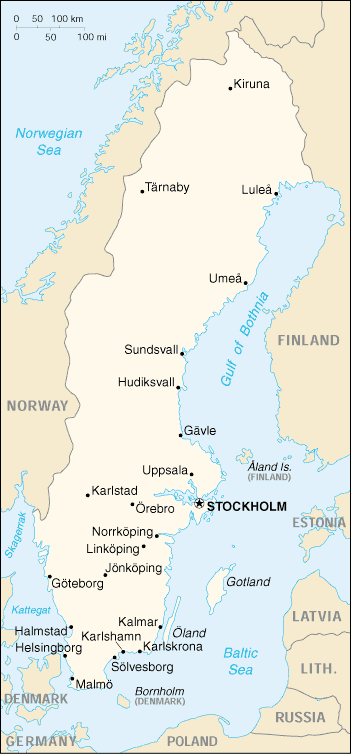
As principais cidades da Suécia

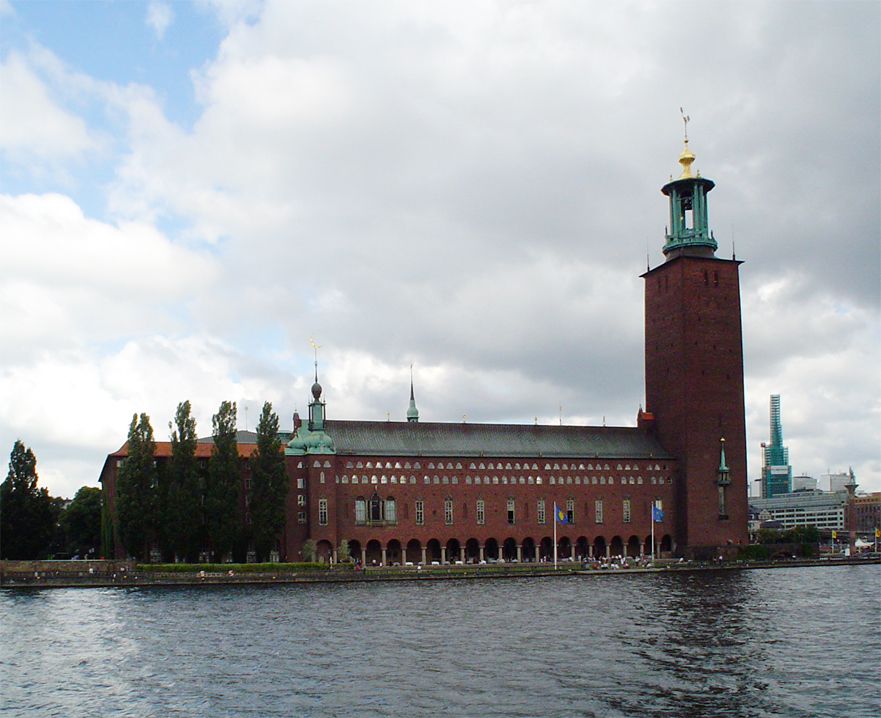
Vista da câmara municipal de Estocolmo, capital e maior cidade da Suécia

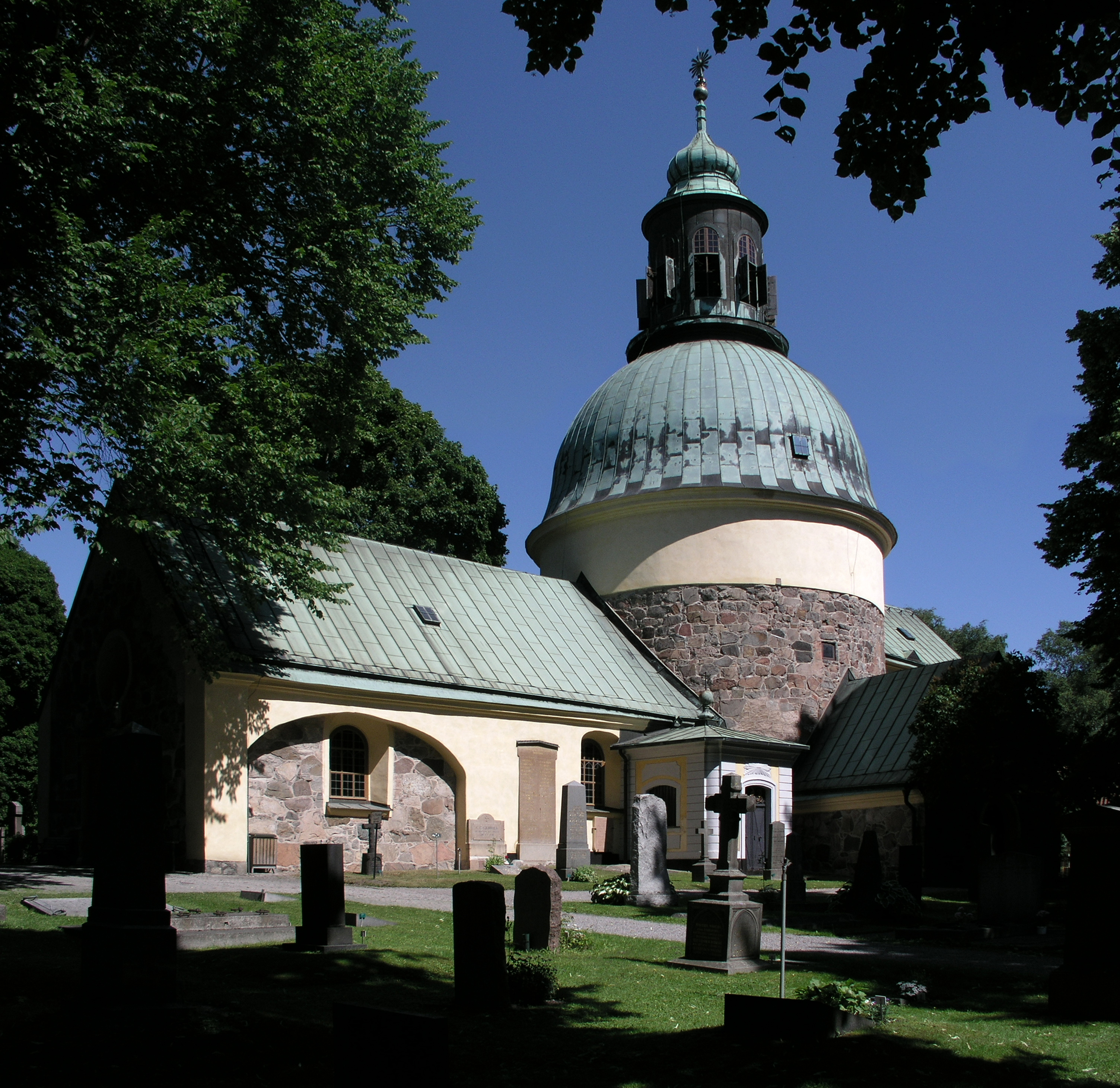
A Igreja circular de Solna

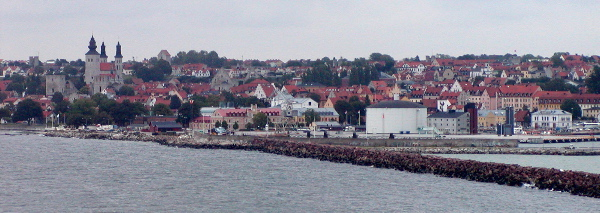
Panorama de Visby, com o porto em primeiro plano

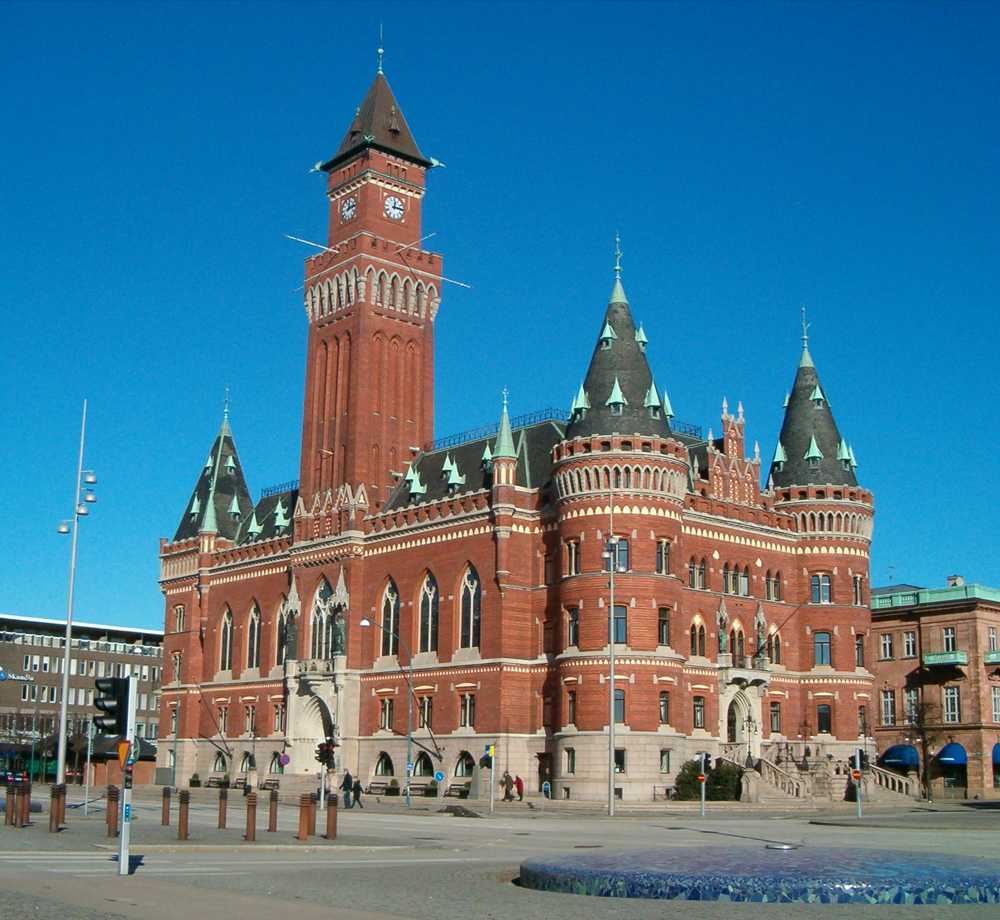
A Câmara Municipal de Helsingborg(Rådhuset)

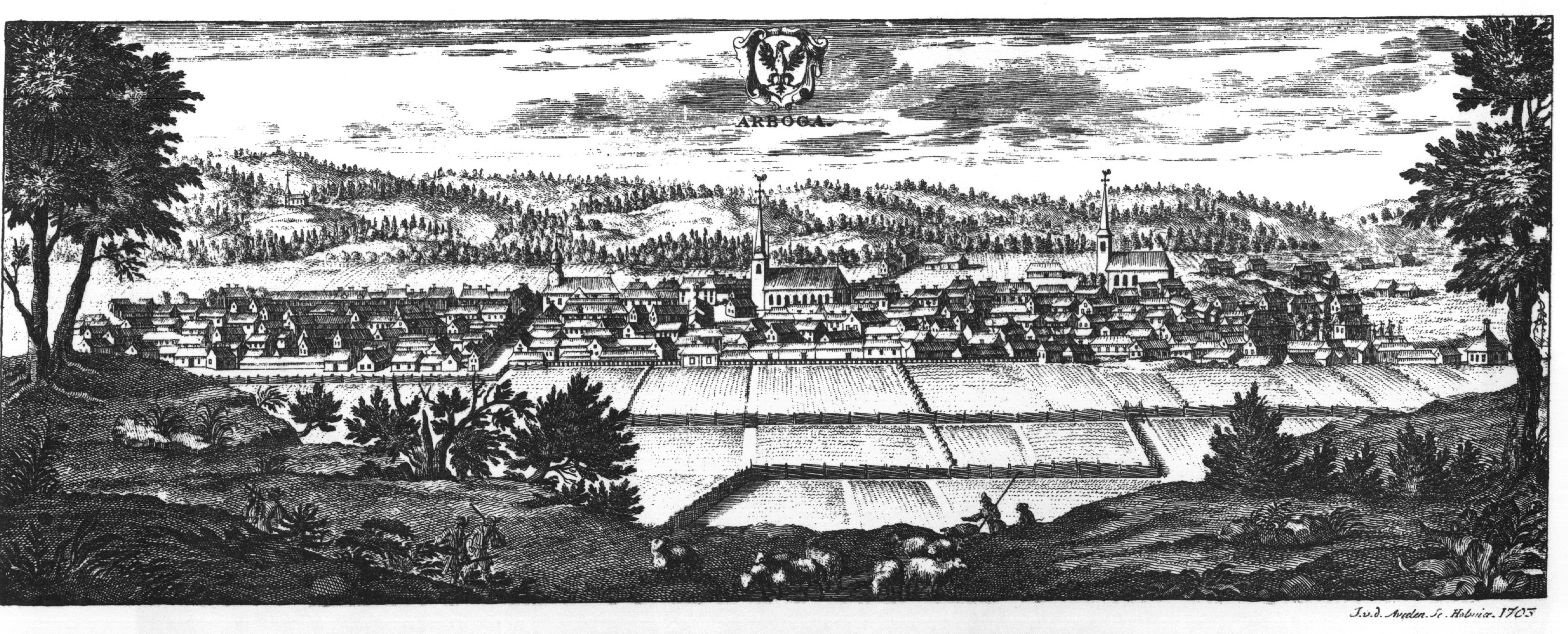
A cidade de Arboga numa gravura datada de 1690-1710

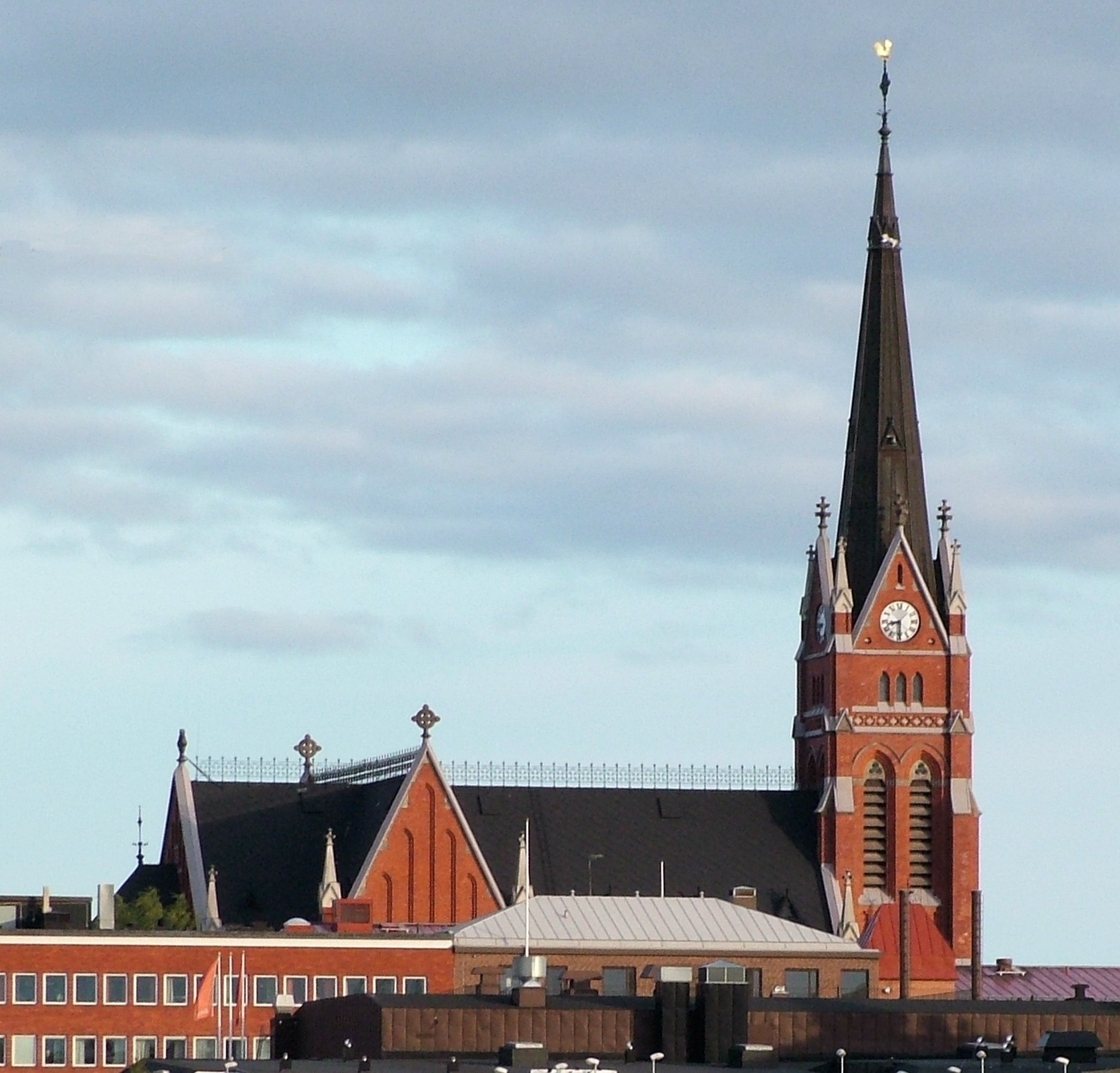
A catedral de Luleå

Na atual organização politica da Suécia não existe o conceito jurídico de cidade, desde a reforma administrativa de 1971. Todavia a ideia de cidade subsiste no dia a dia das pessoas.  

É costume designar de cidade:
- Os 133 centros urbanos que até 1971 tinham direito à designação de cidade.
- As cidades históricas, tradicionalmente designadas de cidade.
- Algumas sedes dos antigos municípios chamados ”comunas urbanas”
- Os centros urbanos com mais de 10 000 habitantes - seguindo a norma usada pelo Instituto Nacional de Estatística da Suécia

## As cidades da Suécia
- Alingsås (1619)
- Arboga (Século XIII)
- Arvika (1911)
- Askersund (1643)
- Avesta (Suécia) (1641-1686, e de 1919)
- Boden (1919)
- Bollnäs (1942)
- Borgholm (1816)
- Borlänge (1944)
- Borås (1622)
- Båstad
- Djursholm (1914)
- Eksjö (1400)
- Enköping (c. 1300)
- Eskilstuna (1659)
- Eslöv (1911)
- Estocolmo (1252)
- Fagersta (1944)
- Falkenberg (1558)
- Falköping (1200)
- Falsterbo (1200)
- Falun (1641)
- Filipstad (1611)
- Flen (1949)
- Gotemburgo (1619)
- Gränna (1652)
- Gävle (1300)
- Hagfors (1950)
- Halmstad (1200)
- Haparanda (1848)
- Hedemora (1400)
- Helsingborg (1085)
- Hjo (1400)
- Hudiksvall (1582)
- Husqvarna (1911)
- Härnösand (1585)
- Hässleholm (1914)
- Höganäs (1936)
- Jönköping (1284)
- Kalmar (1100)
- Karlshamn (1664)
- Karlskoga (1940)
- Karlskrona (1680)
- Karlstad (1584)
- Katrineholm (1917)
- Kiruna (1944)
- Kramfors (1947)
- Kristianstad (1622)
- Kristinehamn (1642)
- Kumla (1942)
- Kungsbacka (1400)
- Kungälv (1100)
- Köping (1474)
- Laholm (1200)
- Landskrona (1413)
- Lidingö (1926)
- Lidköping (1446)
- Lindesberg (1643)
- Linköping (1287)
- Ljungby (1936)
- Lomma
- Ludvika (1919)
- Luleå (1621)
- Lund (990)
- Lycksele (1946)
- Lysekil (1903)
- Malmö (1250s)
- Mariefred (1605)
- Mariestad (1583)
- Marstrand (1200)
- Mjölby (1922)
- Motala (1881)
- Mölndal (1922)
- Mönsterås
- Nacka (1949)
- Nora (1643)
- Norrköping (1384)
- Norrtälje (1622)
- Nybro (1932)
- Nyköping (1187)
- Nynäshamn (1946)
- Nässjö (1914)
- Oskarshamn (1856)
- Oxelösund (1950)
- Piteå (1621)
- Ronneby (1387)
- Sala (1624)
- Sandviken (1943)
- Sigtuna (990)
- Simrishamn (1300)
- Skanör-Falsterbo (1200)
- Skara (988)
- Skellefteå (1845)
- Skänninge (1200)
- Skövde (1400)
- Sollefteå (1917)
- Solna (1943)
- Strängnäs (1336)
- Strömstad (1672)
- Sundbyberg (1927)
- Sundsvall (1624)
- Säffle (1951)
- Säter (1642)
- Sävsjö (1947)
- Söderhamn (1620)
- Söderköping (1200)
- Södertälje (1000)
- Sölvesborg (1445)
- Tidaholm (1910)
- Torshälla (1317)
- Tranås (1919)
- Trelleborg (1200)
- Trollhättan (1916)
- Trosa (1300)
- Uddevalla (1498)
- Ulricehamn (1400)
- Umeå (1622)
- Uppsala (1286)
- Vadstena (1400)
- Varberg (1100)
- Vaxholm (1652)
- Vetlanda (1920)
- Vimmerby (1400)
- Visby (1000)
- Vänersborg (1644)
- Värnamo (1920)
- Västervik (1200)
- Västerås (990)
- Växjö (1342)
- Ystad (1200)
- Åmål (1643)
- Ängelholm (1516)
- Örebro (1200)
- Öregrund (1491)
- Örnsköldsvik (1893)
- Östhammar
- Östersund (1786)

## Antigas cidades
- Avaskär [3]
- Brätte [4]
- Gamla Lödöse [5]
- Luntertun [6]
- Lyckå [7]
- Lödöse
- Nya Lödöse [8]
- Tumathorp [9]